# Jeanne Calment
« Calment » redirige ici. Pour l’article homophone, voir Calmant.
Jeanne Calment est une supercentenaire française née le 21 février 1875 à Arles (Bouches-du-Rhône) et morte dans la même ville le 4 août 1997, à l'âge de 122 ans, 5 mois et 14 jours. Doyenne des Français à partir du 20 juin 1986, puis doyenne de l'humanité à compter du 7 juillet 1990, elle est l'être humain ayant vécu le plus longtemps parmi les personnes dont la date de naissance est vérifiée.

## Biographie

Vue d'Arles : la maison natale de Jeanne Calment, rue du Roure, est située près du Rhône, entre les deux ponts (au fond à droite)

Jeanne Louise Calment naît le 21 février 1875 au domicile de ses parents rue du Roure à Arles, Nicolas Calment, charpentier de marine, et Marguerite Gilles, sans profession, venant d'une famille de meuniers. Ses parents se sont mariés le 16 octobre 1861 à Arles. Ils ont quatre enfants tous nés dans cette commune : Antoine, le 31 août 1862, Marie, le 28 octobre 1863, François, le 25 avril 1865, et Jeanne. Cette dernière n'a pas connu ses deux aînés : Antoine est mort le 24 juillet 1867, peu avant ses cinq ans, et Marie est décédée le 31 octobre 1863, à l'âge de trois jours.
Jeanne Calment a obtenu son brevet de l'enseignement primaire. Elle peint et se passionne pour les arts décoratifs.

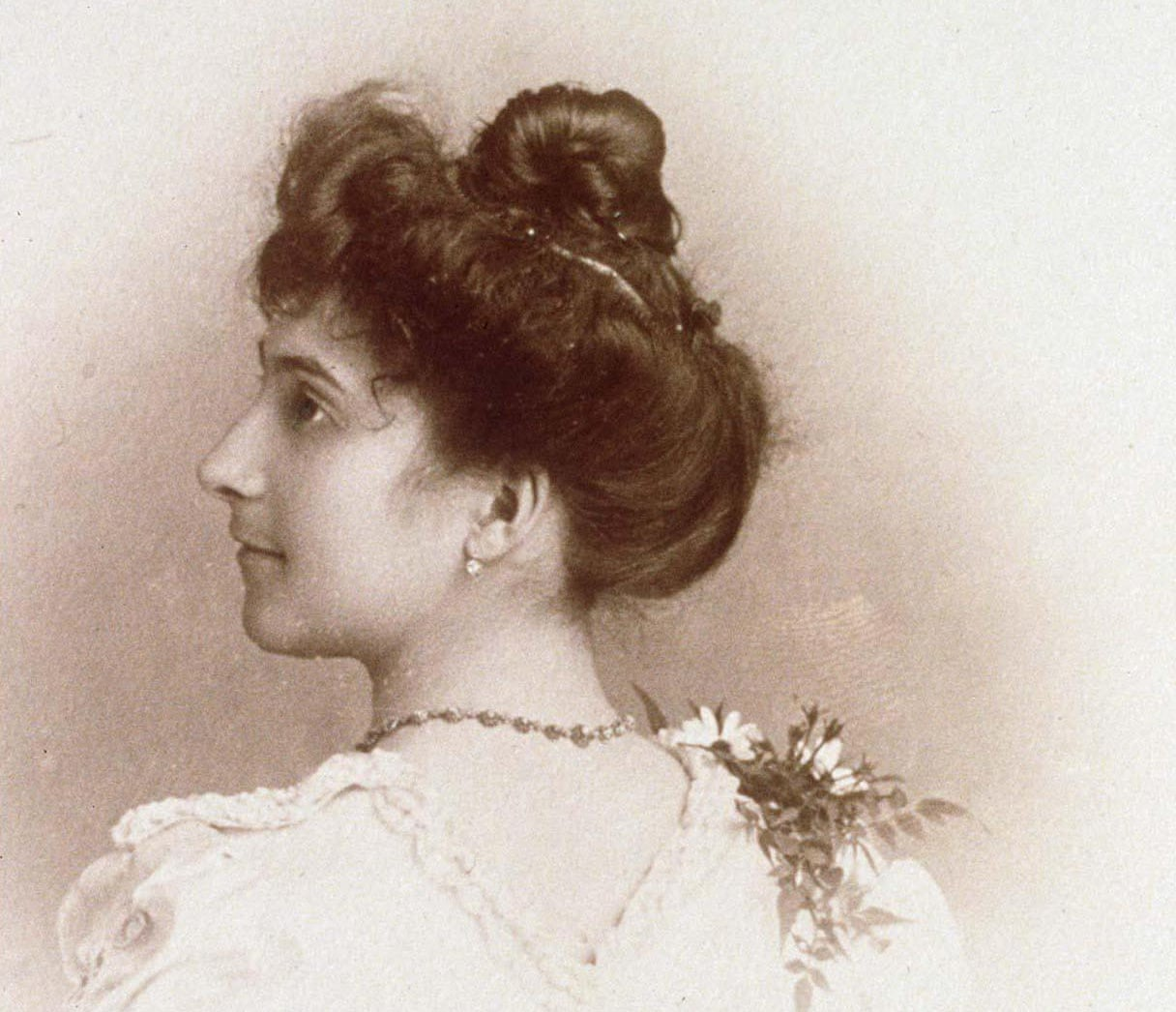
Jeanne Calment âgée d'une vingtaine d'années (vers 1895).

Le 8 avril 1896, à l'âge de vingt et un ans, Jeanne épouse son cousin issu de germain Fernand Nicolas Calment, avec contrat de mariage passé devant maître Victor Lucien Arnaud, notaire à Arles. Les deux mariés sont doublement cousins puisque le grand-père de Fernand, Nicolas Calment (1810-1890) a épousé Anne Poujeaud (1813-1871), alors que son frère et grand-père de Jeanne, Antoine Calment (1803-1871) a épousé Marie Anne Poujeaud (1809-1886), sœur d'Anne.
Fernand Calment est un riche marchand, ce qui permet à son épouse Jeanne de ne pas avoir à travailler et de mener une vie aisée. Elle peut s'adonner à ses passions, dont le tennis, le vélo, la natation, le patin à roulettes, le piano et l'opéra. Elle survivra cinquante-cinq ans à son mari, mort en 1942 d'un cancer du foie.
Jeanne Calment et son mari n'ont eu qu'un enfant, Yvonne Marie Nicolle, née le 19 janvier 1898 à Arles, rue Gambetta. Celle-ci se marie au capitaine Joseph Billot en 1926. Neuf mois plus tard, le couple donne à Jeanne Calment un petit-fils, Frédéric. Yvonne meurt le 19 janvier 1934, le jour de ses trente-six ans, d'une pleurésie, dans son domicile Rue Gambetta à Arles,, et son fils Frédéric, otorhinolaryngologiste, d'un accident de voiture, lui aussi à 36 ans,.
En mai 1965, à l'âge de 90 ans et sans héritier, Jeanne Calment décide de vendre son appartement en viager à Me André-François Raffray, son notaire. Ce dernier, alors âgé de quarante-sept ans, accepte de lui verser une rente mensuelle de 2 500 francs. Il le fera jusqu'à sa mort le 24 décembre 1995, à l'âge de soixante-dix-sept ans, puis sa femme et ses deux enfants, nés d'un précédent mariage, continueront les versements jusqu'à la mort de Jeanne dix-neuf mois plus tard. En définitive, conformément aux règles du viager, la famille Raffray aura payé plus de 900 000 francs, soit plus de deux fois le prix de l'appartement.
Jeanne Calment réside rue Gambetta à Arles. Après le gel des canalisations de son appartement lors de l'hiver 1985, elle s'installe dans la maison de retraite du Lac, toujours à Arles, après avoir vécu seule jusqu'à 110 ans.
Après son 122e anniversaire, alors que sa santé s'est beaucoup détériorée, elle ne fait plus d'apparition publique et meurt cinq mois plus tard, le 4 août 1997. La maison de retraite du Lac, dans laquelle elle résidait, fait part de sa mort aux médias.

## Doyenne de l’humanité

### Doyenne des Français
Après la mort d'Eugénie Roux, le 20 juin 1986, à 112 ans et 147 jours, Jeanne Calment devient la nouvelle doyenne des Français. Elle a alors 111 ans et 119 jours. Elle est filmée pour un reportage, faisant ici sa première apparition à la télévision.

### Médiatisation internationale
Elle n'attire réellement l'attention des médias qu'en 1988, lorsqu'elle rencontre des journalistes à l'occasion de la célébration du centenaire de la visite de Vincent van Gogh à Arles. Son interview est diffusée le 21 janvier 1989 dans l'émission culturelle L'Assiette anglaise de Bernard Rapp sur Antenne 2. Elle est alors la dernière personne vivante à affirmer avoir rencontré le peintre. Cette rencontre aurait eu lieu, selon elle, cent ans auparavant, c'est-à-dire en 1888 : alors qu'elle était âgée de douze ou treize ans, il serait venu acheter des toiles dans la boutique où son mari travaillait.
Devant les journalistes, Jeanne Calment le décrit comme un homme particulièrement laid, son visage étant, selon elle, « brûlé par l'alcool », qualifiant cette furtive rencontre de « déception ». Elle confirme qu'« il était connu en ville » et affirme qu'« il fréquentait les maisons de tolérance ». Lors de ce même entretien, Jeanne Calment plaisante sur sa santé et s'excuse auprès du notaire qui a acheté sa maison en viager, lorsqu'elle avait 90 ans,,.

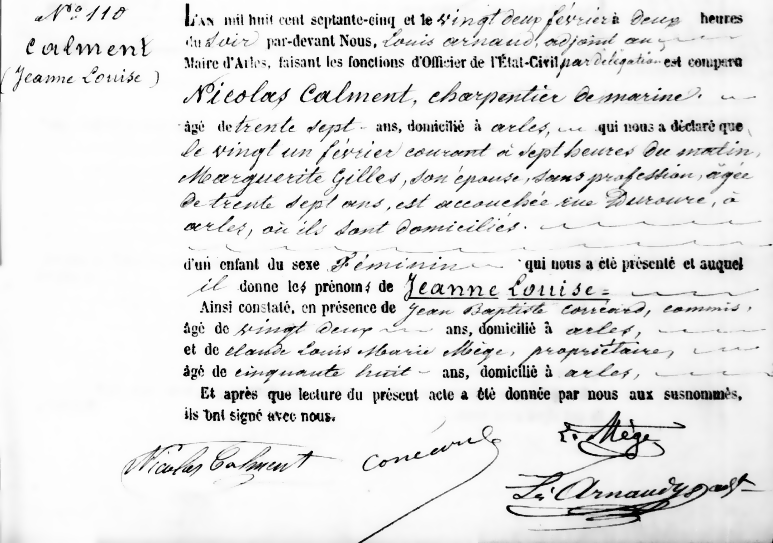
Acte de naissance de Jeanne Calment.

À partir de 1989, l'anniversaire de Jeanne Calment est régulièrement évoqué dans les journaux télévisés. À 114 ans, elle apparaît dans Vincent et moi, un film sorti en 1990, dans lequel elle joue son propre rôle, devenant ainsi l'actrice la plus âgée au monde. En février 1991, elle devient la doyenne de l'humanité puis le 17 octobre 1995, est déclarée la personne ayant vécu le plus longtemps. Le documentaire Au-delà de 120 ans avec Jeanne Calment est sorti en 1995.
Après la mort de l'Américaine Florence Knapp le 11 janvier 1988 à 114 ans et 93 jours, Jeanne Calment est officieusement la doyenne de l'humanité, âgée de 112 ans et 324 jours. C'est à la suite de son entretien cette même année qu'elle est reconnue par le Livre Guinness des records comme la personne la plus âgée au monde. Ce titre lui est cependant retiré en 1990 lorsque Carrie C. White prétend être née en 1874, bien que des doutes subsistent sur la véracité de cette date[réf. nécessaire].
À la mort de Carrie White le 14 février 1991, Jeanne Calment, une semaine avant son 116e anniversaire, devient alors la doyenne de l'humanité. En 1993, elle est de nouveau enregistrée dans le Guinness comme la personne la plus âgée dont le certificat de naissance peut être authentifié avec certitude. Le 17 octobre 1995, Jeanne Calment atteint 120 ans et 238 jours et devient la personne la plus âgée ayant jamais vécu, surpassant définitivement Shigechiyo Izumi, mort en 1986 à 120 ans et 237 jours, mais dont l'âge réel au moment de sa mort a été contesté et pourrait être de 105 ans.
En 1996, pour célébrer ses 121 ans, est publié un CD, 121, qui sort en une version single deux titres et une version maxi single quatre titres, sur lequel elle parle à la manière du rap sur fond de musique électronique et house,.
À la mort de Jeanne Calment le 4 août 1997, la Canadienne Marie-Louise Meilleur, alors âgée de 116 ans, devient la personne la plus âgée au monde. Une étude scientifique publiée en 2016 par la revue Nature pronostique que cette longévité exceptionnelle ne sera probablement jamais égalée. Ces résultats sont corroborés par une étude néerlandaise qui estime que le « plafond de verre » de la durée de vie humaine est de 115,7 ans pour les femmes. Leurs conclusions sont toutefois démenties par le cas des centenaires ayant ensuite dépassé cet âge limite, ainsi que par une étude ultérieure de l'université de Rome « La Sapienza », qui suggère que pour l'être humain, cette limite n'a pas encore été atteinte.

## Longévité

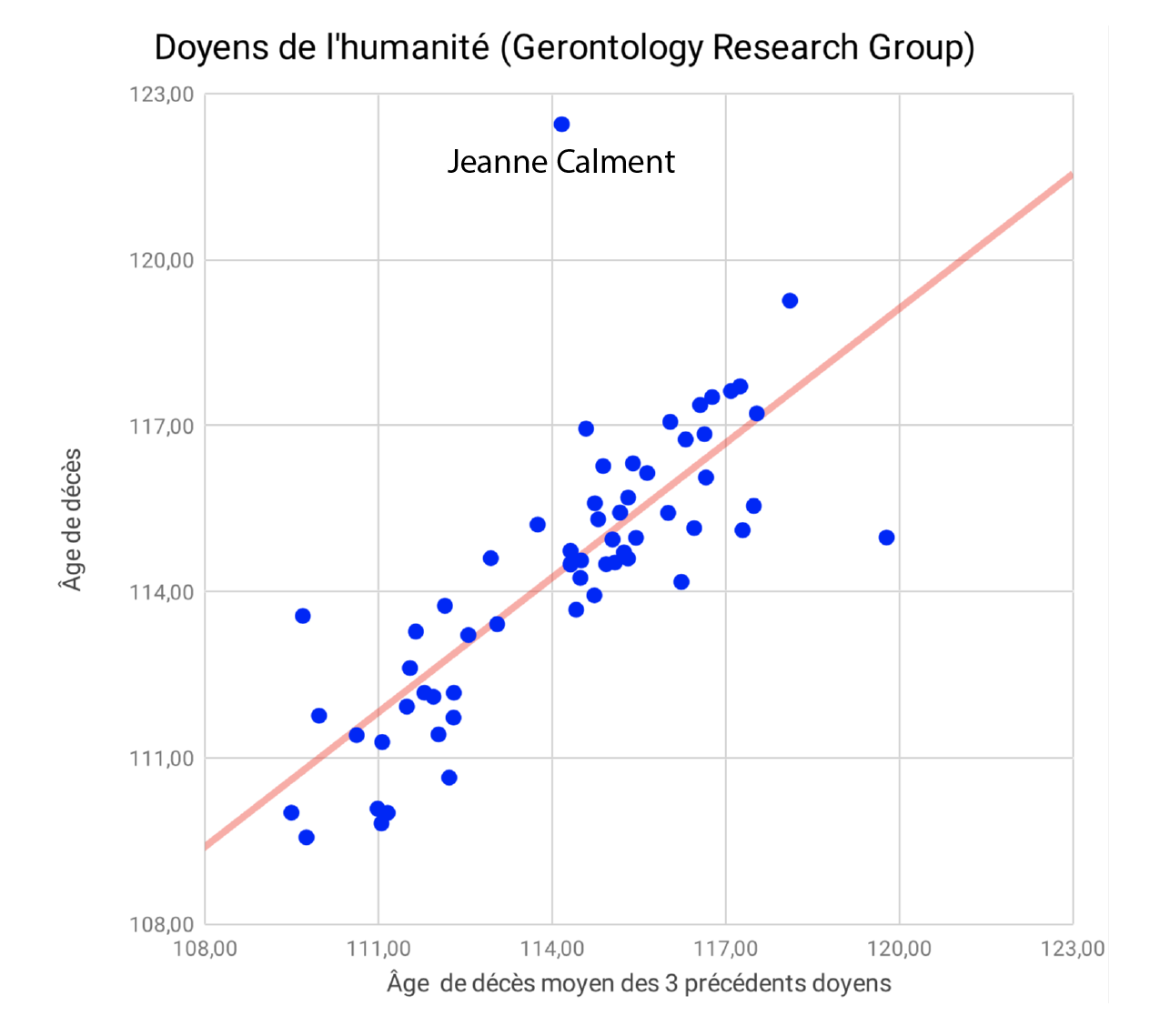
Sur la base des données du Gerontology Research Group qui maintient la liste des doyens de l'humanité, ce graphique permet de visualiser la répartition de doyens selon leur âge de décès et l'âge de décès moyen des doyens de leur époque (moyenne fondée sur les trois doyens qui les précèdent).

### Obsèques et hommages
En août 1997, après la mort de Jeanne Calment, le maire d'Arles Michel Vauzelle traduit dans sa déclaration à la presse l'émotion que suscite cette disparition chez les Arlésiens et plus largement, dans la France entière : « On s'était fait à l'idée que Jeanne Calment ne nous quitterait jamais. Chaque année, on se retrouvait autour d'elle, sa grande famille arlésienne, et elle était notre grande sœur. Elle nous montrait le chemin de la vie, de la curiosité, de l'appétit de vivre, de la force de vivre ».
Le président de la République Jacques Chirac constate qu'« au long de ses anniversaires qui suscitaient l'étonnement et l'admiration du monde, les Français avaient noué avec la grande dame une relation d'affection ». Selon lui, « si elle était sensible aux attentions qu'on lui portait à chacun de ses anniversaires, elle s'amusait un peu aussi de toute cette agitation médiatique ».
Le Premier ministre Lionel Jospin salue sa mémoire en rappelant « l'attachement et la sympathie des Français pour celle qui était la doyenne de l'humanité ». Il rend également hommage à « la dignité de Jeanne Calment » ainsi qu'à « la qualité des personnels des institutions qui l'ont accompagnée jusqu'à la fin de sa vie ». Cependant l'infirmière qui s'est occupée d'elle sera mutée en raison d'une polémique sur la médiatisation de la supercentenaire.
Le 6 août 1997, les obsèques de Jeanne Calment ont lieu à Arles dans la plus stricte intimité. Une messe est célébrée en présence de sa famille, du personnel soignant de la maison de retraite et du député-maire Michel Vauzelle, puis elle est inhumée dans le caveau familial au cimetière de Trinquetaille de cette même ville, dans lequel reposent déjà ses parents, sa fille, son gendre, son petit-fils et son neveu. Le lendemain, un hommage populaire lui est rendu lors d'une messe en la cathédrale Saint-Trophime d'Arles.

### Facteurs possibles
Beaucoup de membres de la famille de Jeanne Calment ont vécu jusqu'à un âge relativement avancé : son frère aîné, François Calment, né en 1865, est mort à Arles le 1er décembre 1962 à 97 ans[réf. nécessaire], son père le 28 janvier 1931 à 93 ans et sa mère le 18 septembre 1924 à 86 ans (cependant, Jeanne indique que son père serait décédé à 96 ans, sa mère 90 ans et son frère 98 ans). Jeanne Calment a toujours joui d'une bonne santé. À l'âge de 85 ans, elle commence l'escrime et fait toujours de la bicyclette à 100 ans. Jeanne Calment a vécu seule jusqu'à son 110e anniversaire, avant d'entrer dans une maison de retraite. Elle est cependant restée en bonne santé et capable de marcher jusqu'à 114 ans et onze mois, quand elle a été victime d'une chute nécessitant une opération.
Jeanne Calment attribuait sa longévité et son apparence relativement jeune à l'huile d'olive qu'elle utilisait pour se nourrir et dont elle s'enduisait la peau, une « sacrée volonté » ainsi qu'à un verre de porto par jour et à un kilogramme de chocolat par semaine,. Elle mettait toujours de l'ail dans les viandes et poissons[réf. souhaitée] et du sucre dans ses boissons[réf. souhaitée], et a fumé le cigarillo jusqu'à l'âge de 115 ans,.

### Controverse

Yvonne, la fille de Jeanne Calment, en costume traditionnel d'Arlésienne.

En décembre 2018, un article publié sur la plateforme ResearchGate soutient la thèse que Jeanne Calment serait morte en 1934 et que la personne décédée en 1997 serait sa fille Yvonne, laquelle aurait usurpé son identité. En réponse, Jean-Marie Robine, l'un des experts qui ont validé l'âge de Jeanne Calment, explique dans le magazine La Recherche, en janvier 2019, que la longévité exceptionnelle de Jeanne Calment est due au fait qu'elle « a concentré sur sa tête un patrimoine génétique extraordinaire ». Les réseaux sociaux et les médias ayant largement relayé cette « pseudo-étude », l'Inserm publie une mise au point pour défendre la valeur scientifique du travail de validation et la reconnaissance des experts concernés, concluant de la façon suivante : « Dans le domaine de la recherche scientifique, c’est à celui qui propose une nouvelle hypothèse ou qui prétend avoir trouvé des faits nouveaux que revient la charge de la preuve. Ce n’est pas aux chercheurs de l’Inserm d’étayer la théorie des contestateurs russes. Leurs arguments, s’ils en ont, doivent être soumis à un journal scientifique à comité de lecture à qui revient la responsabilité de valider la robustesse des travaux menés ». Aidé du gérontologue Valeri Novosselov, le mathématicien russe Nikolaï Zak, qui ne s'intéresse à la généalogie qu'en amateur, et dont les recherches ont été menées d'après les informations trouvées sur Internet, publie ses conclusions le 30 janvier 2019 dans la revue Rejuvenation Research,. Le biogérontologue Éric Le Bourg répond la même année, dans le numéro d'avril de la revue Médecine/sciences, que cette théorie a été « gonflée uniquement pour avoir des retombées médiatiques », qu'« elle n'a aucune valeur scientifique » et que les procédés employés « relève[nt] de la manipulation ». Quelques mois plus tard, en septembre 2019, se fondant sur des éléments historiques, épidémiologiques et mathématiques, les experts ayant validé l'âge de Jeanne Calment en 1995 (Jean-Marie Robine et Michel Allard), un chercheur ayant publié la méthodologie de ces experts en 1999 (Bernard Jeune) et un chercheur suisse, déjà co-auteur de Jean-Marie Robine à plusieurs reprises (François Herrmann), reviennent sur la question dans un article publié dans la revue The Journals of Gerontology et concluent que cette controverse n'a pas lieu d'être,.

## Filmographie
Jeanne Calment joue son propre rôle dans une fiction et plusieurs documentaires lui ont été consacrés :
- Vincent et moi de Michael Rubbo, 1990 ;
- Jeanne Calment, doyenne du monde, documentaire de Philippe Nicolet, 1994 ;
- Pas de calmants pour Jeanne, court-métrage documentaire de Pierre Carles, 1996.

## Postérité

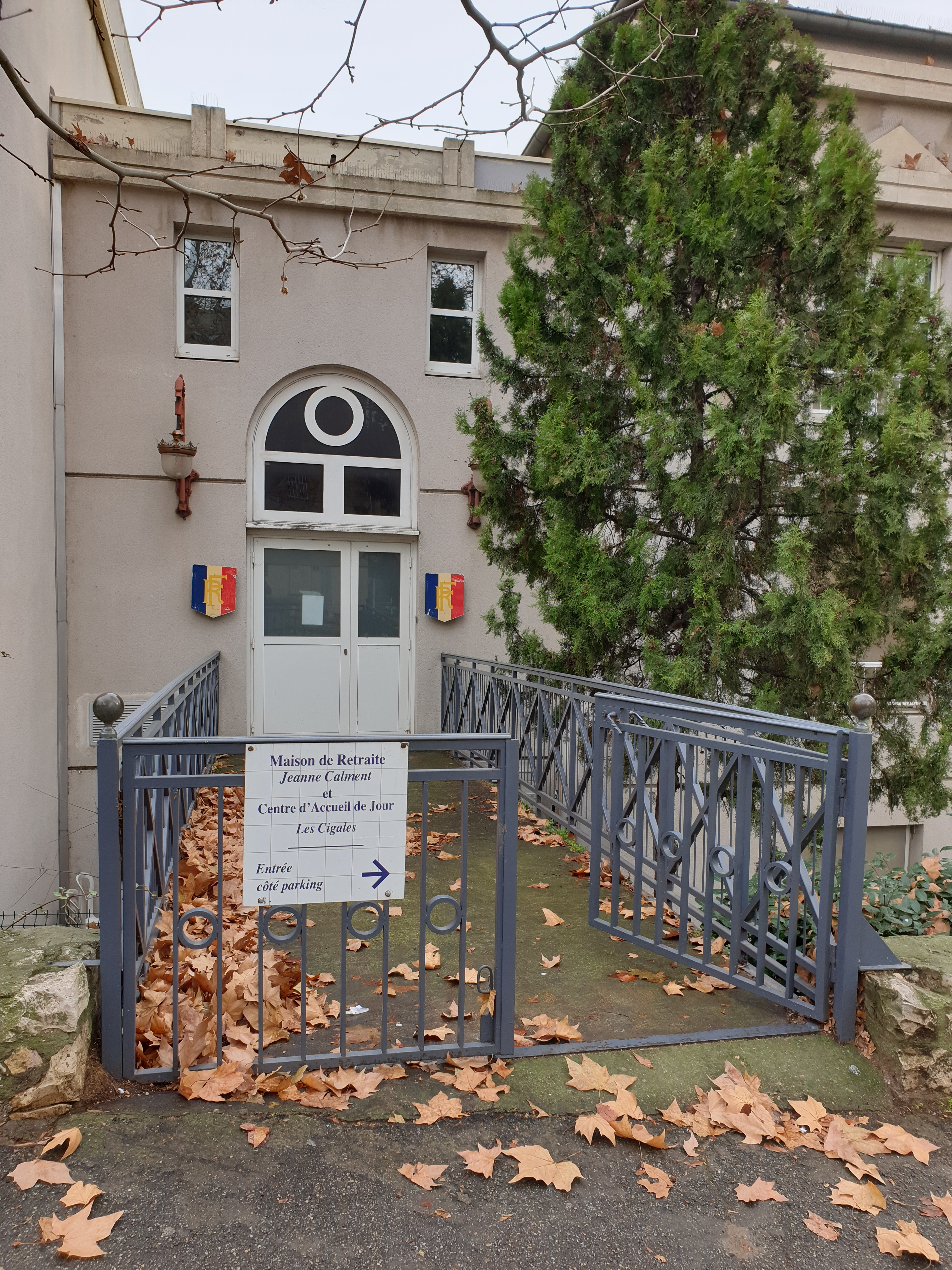
La maison de retraite Jeanne Calment à Arles

Son nom a été donné à la maison de retraite « Jeanne Calment » à Arles.